# ゲーリー・グッドリッジ
ゲーリー・グッドリッジ（Gary Goodridge、1966年1月17日 - ）は、トリニダード・トバゴの元男性総合格闘家、元キックボクサー。首都ポートオブスペインのセントジェームス地区出身（en:Saint James, Trinidad and Tobago）。カナダ・オンタリオ州バリー在住。ビッグ・ダディ・ファイトチーム主宰。

## 概要
本格的に格闘技を始める前はアームレスリング世界王者であった。並外れた怪力の持ち主で、完全に極まったアームロックを腕力のみで外してしまったこともある。左腕に刻まれた“剛力”のタトゥーは、文字通り自らのパワーを誇示するために彫ったものである。筋骨隆々とした強面な風貌とは裏腹に、普段は温厚で紳士的な人物として知られ、格闘技関係者から尊敬を集めている。PRIDE参戦当時のニックネームは「PRIDEの番人」。これはグッドリッジが、PRIDE初参戦の選手と数多く対戦したことに起因する。初参戦の選手にとっては立ちはだかる厚い壁、ファンにとっては積極的なファイトで会場を沸かせる名物選手として人気を集めた。

## 来歴
トリニダード・トバゴの首都ポートオブスペイン・セントジェームス地区で生まれ、カナダのオンタリオ州バリーへ移住。プロ格闘家になる前は、アリストンにあるHONDAの工場で働いていた。

### 総合格闘技
UFC 2を一緒に見ていた友人の勧めでUFCに出場を決める。グッドリッジはアマチュアボクシングでカナダのスーパーヘビー級王者だったが、UFCに出場するには他の格闘技も習うべきだと考え、クックスールウォンの道場に入門した。
1996年2月16日、総合格闘技デビュー戦となったUFC 8にてトーナメントに出場。トーナメント1回戦でポール・ヘレラ、準決勝でジェリー・ボーランダーにKOで勝利するも、決勝戦でドン・フライに敗れた。
1996年5月17日、UFC 9でオリンピック・レスリング金メダリストのマーク・シュルツと対戦し、TKO負け。
1996年7月12日、UFC 10のトーナメントに出場。トーナメント1回戦でジョン・キャンペテーラに勝利するも、準決勝でマーク・コールマンに敗れた。
1996年12月7日、Ultimate Ultimate 1996のトーナメントに出場。トーナメント1回戦でドン・フライトと対戦するも疲労によるギブアップで敗れた。
1997年7月6日、IVC 1のトーナメントに出場。1回戦、準決勝を勝ち進むと、決勝でペドロ・オタービオに勝利して、トーナメント優勝を果たした。
1997年10月11日、初来日。PRIDEの旗揚げ戦となったPRIDE.1で、サンボ選手権王者のオレッグ・タクタロフをその豪腕で殴り倒し、戦闘不能に追い込みKO勝ち。
そのアグレッシブなファイトスタイルを買われ、PRIDE.2でマルコ・ファス、PRIDE.3でアミール、PRIDE.4でイゴール・ボブチャンチンと連続で出場。
1999年7月4日、PRIDE.6でバルセロナオリンピック柔道銀メダリスト小川直也にV1アームロック一本負け。
2000年1月30日に開催された『PRIDE GRANDPRIX 2000』では、1回戦で大刀光にギロチンチョークで一本勝ちするも、5月1日の2回戦でイゴール・ボブチャンチンにKO負けを喫した。
2001年7月29日、PRIDE.15では、PRIDE初参戦のアントニオ・ホドリゴ・ノゲイラに三角絞めを極められ、タップアウト負け。
2001年10月8日、新日本プロレス東京ドーム大会に参戦。
2003年に開催された『PRIDE GRANDPRIX 2003』では開幕戦、決勝戦ともに第1試合のワンマッチに出場。8月10日の開幕戦ではエメリヤーエンコ・ヒョードルにTKO負け。しかし11月9日の決勝戦ではPRIDE初参戦のダン・ボビッシュにKO勝ちし、番人の面目躍如を果たした。
2003年12月31日のPRIDE SPECIAL 男祭り 2003で、ドン・フライと対戦。1R27秒右ハイキックでKO勝ち。試合前に勝敗にかかわらず、体力の限界を理由に格闘家からの引退を表明しており、これがPRIDEでの引退試合となった。
2004年4月30日に現役復帰し、K-1 WORLD GP 2004 in LAS VEGASに参戦。
2008年3月30日、The Khan 1でチェ・ムベと対戦、2Rにカウンターの右フックからダウン後、パウンドでTKO負け。
2008年7月19日、Affliction旗揚げ戦Affliction: Bannedでポール・ブエンテロと対戦し、判定負けを喫した。
2009年12月31日、Dynamite!! 〜勇気のチカラ2009〜でゲガール・ムサシと対戦し、パウンドでTKO負け。

### K-1
1999年からK-1に参戦し、武蔵、佐竹雅昭、ジェロム・レ・バンナ、グラウベ・フェイトーザらと対戦した。
K-1歴代王者のピーター・アーツやマーク・ハントとも互角に渡り合い、マイク・ベルナルドやシリル・アビディ、カーター・ウィリアムスなど多くのK-1ファイターに勝つなど、期待以上の活躍を見せた。
2004年9月25日、K-1 WORLD GP 2004 開幕戦のGP1回戦でマイティ・モーと対戦し、KO負け。
2005年7月29日、K-1 WORLD GP 2005 in HAWAIIで開催されたHAWAII GP予選トーナメントでは、カーター・ウィリアムスや藤本祐介らを全試合KOで破り優勝。
2005年9月23日、K-1 WORLD GP 2005 in OSAKA 開幕戦のGP1回戦では、ジェロム・レ・バンナと激突。リベンジを狙ったが、ローキックからパンチ連打を浴びて3回目のダウンを喫しKO負け。
2005年11月19日、K-1 WORLD GP 2005 inTOKYO 決勝戦のリザーブファイトに選ばれるも、グラウベ・フェイトーザに判定負け。
2006年4月29日、K-1 WORLD GP 2006 in LAS VEGASで開催されたUSA GP予選トーナメントでは、決勝でハリッド"ディ・ファウスト"にKO負けし準優勝。
2006年8月12日、K-1 WORLD GP 2006 in LAS VEGAS IIで開催された世界最終予選では、1回戦でカーター・ウィリアムスに逆転判定負け。
2006年9月30日、K-1 WORLD GP 2006 in OSAKA 開幕戦のGP1回戦にウィルス性の病気にかかり欠場となったピーター・アーツに代わって出場。レミー・ボンヤスキーと対戦し、KO負け。
2008年12月15日、カナダオン  タリオ州トロント郊外に自らのジム「Fighting University」をオープンさせた。
2012年、早発性CTE（慢性外傷性脳症）であると診断される。ただしグッドリッジ本人によると、普段はジムで格闘技を指導しており、各地でセミナーをすることもあるほどの軽い症状であり、「良い人生を送っていて、自分の人生が好きだ。自分のやってきたことに満足しているので後悔はない」と語っている。

## ファイトスタイル
抜群のパワーと打たれ強さを活かし、常に前へ出続ける攻撃的なファイトスタイルが特徴。全盛期は太い腕から繰り出される強烈なパンチでKOを量産し、格闘技界を代表するパワーファイターの1人と評された。その豪快な試合運びから、勝っても負けても会場を沸かせる選手である。
ルールに関係無く実力を発揮するタイプで、PRIDEやK-1など様々な団体で活躍した。ディフェンスにやや難があり戦績は不安定だが、グラウンドの攻防から立ち技のパンチ、キックまでこなす器用な一面もある。

## 人物
- アームレスリングを始める前はウエイトリフティングの選手だった。
- K-1地区予選レベルの試合では、試合が始まった途端、一気に間合いを詰め、自慢の豪腕でKOする豪快なパフォーマンスが見られるが、トップファイターが対戦相手だと、逆に何もできないままKO負けを喫してしまうことも多い。
- 試合終了後にリングに上がってくる黒人女性は、実妹のスージーである。
- アメリカの格闘技サイトSHERDOGの記事において、PRIDE.6で小川直也と対戦した際に「彼らはホテルの部屋に電話をかけてきて、金を払うから彼（小川）に負けて欲しい」と試合に負ける事を持ちかけられたが、提示された報酬が充分な金額では無かったために真剣勝負で戦い負けてしまったと述べている[5]。
- 好きな選手に桜庭和志とジョン・ジョーンズを上げている[6]。

## 戦績

### 総合格闘技
| 総合格闘技 戦績 | 総合格闘技 戦績 | 総合格闘技 戦績 | 総合格闘技 戦績 | 総合格闘技 戦績 | 総合格闘技 戦績 | 総合格闘技 戦績 |
| --------------- | --------------- | --------------- | --------------- | --------------- | --------------- | --------------- |
| 46 試合         | (T)KO           | 一本            | 判定            | その他          | 引き分け        | 無効試合        |
| 23 勝           | 16              | 6               | 1               | 0               | 1               | 0               |
| 22 敗           | 10              | 8               | 4               | 0               | 1               | 0               |

| 勝敗 | 対戦相手                           | 試合結果                                 | 大会名                                     | 開催年月日     |
| ×    | リュボミール・シメオノフ           | 1R 3:01 TKO（パンチ連打）                | MAXFIGHT: Warriors 18                      | 2010年12月17日 |
| ×    | ペドロ・ヒーゾ                     | 2R終了時 TKO（棄権）                     | Washington Combat: Battle of the Legends   | 2010年5月15日  |
| ×    | ゲガール・ムサシ                   | 1R 1:34 TKO（パウンド）                  | Dynamite!! 〜勇気のチカラ2009〜            | 2009年12月31日 |
| ×    | アリスター・オーフレイム           | 1R 1:47 キムラロック                     | GLORY 10: The Battle of Arnhem             | 2008年11月9日  |
| ×    | ポール・ブエンテロ                 | 5分3R終了 判定0-3                        | Affliction: Banned                         | 2008年7月19日  |
| ×    | テロル・ディーズ                   | 5分3R終了 判定0-3                        | Iroquois: MMA Championships 4              | 2008年6月21日  |
| ×    | チェ・ムベ                         | 2R KO（右フック）                        | The Khan 1                                 | 2008年3月30日  |
| ○    | ヤン・"ザ・ジャイアント"・ノルキヤ | 1R 3:00 TKO（パウンド）                  | HERO'S 2007 開幕戦 〜名古屋初上陸〜        | 2007年3月12日  |
| ○    | タダス・リンケビュチス             | 1R 4:31 TKO（パンチ連打）                | K-1 Hero's Lithuania                       | 2006年11月11日 |
| ×    | ヒース・ヒーリング                 | 2R 1:55 KO（スタンドパンチ連打）         | HERO'S 2006                                | 2006年3月15日  |
| ○    | アラン・カラエフ                   | 1R 2:58 ギロチンチョーク                 | HERO'S                                     | 2005年3月26日  |
| ○    | ザ・プレデター                     | 1R 1:22 KO（左フック→パウンド）          | ROMANEX 格闘技世界一決定戦                 | 2004年5月22日  |
| ○    | ドン・フライ                       | 1R 0:27 KO（右ハイキック）               | PRIDE SPECIAL 男祭り 2003                  | 2003年12月31日 |
| ○    | ダン・ボビッシュ                   | 1R 0:18 TKO（スタンドパンチ連打）        | PRIDE GRANDPRIX 2003 決勝戦                | 2003年11月9日  |
| ×    | エメリヤーエンコ・ヒョードル       | 1R 1:09 TKO（パウンド）                  | PRIDE GRANDPRIX 2003 開幕戦                | 2003年8月10日  |
| ○    | ロイド・ヴァン・ダム               | 1R 3:39 TKO（マウントパンチ）            | Dynamite! SUMMER NIGHT FEVER in 国立       | 2002年8月28日  |
| ○    | ラバザノフ・アフメッド             | 3R（10分/5分/5分）終了 判定2-1           | PRIDE.21                                   | 2002年6月23日  |
| △    | エベンゼール・フォンテス・ブラガ   | 3分5R終了 時間切れ                       | INOKI BOM-BA-YE 2001                       | 2001年12月31日 |
| ○    | 谷津嘉章                           | 1R 3:05 TKO（タオル投入）                | PRIDE.16                                   | 2001年9月24日  |
| ○    | ヤン・"ザ・ジャイアント"・ノルキヤ | 1R 1:11 腕ひしぎ十字固め                 | K-1 ANDY MEMORIAL 2001 〜JAPAN GP 決勝戦〜 | 2001年8月19日  |
| ×    | アントニオ・ホドリゴ・ノゲイラ     | 1R 2:37 三角絞め                         | PRIDE.15                                   | 2001年7月29日  |
| ○    | ヴァレンタイン・オーフレイム       | 1R 2:39 ギブアップ（グラウンドの膝蹴り） | PRIDE.14                                   | 2001年5月27日  |
| ○    | ボブ・シュライバー                 | 1R 2:32 アンクルホールド                 | 2H2H 2: Simply the Best                    | 2001年3月18日  |
| ○    | 谷津嘉章                           | 1R 8:58 TKO（スタンドパンチ連打）        | PRIDE.11                                   | 2000年10月31日 |
| ×    | ギルバート・アイブル               | 1R 0:28 KO（左ハイキック）               | PRIDE.10                                   | 2000年8月27日  |
| ×    | リコ・ロドリゲス                   | 10分2R終了 判定                          | PRIDE.9                                    | 2000年6月4日   |
| ×    | イゴール・ボブチャンチン           | 1R 10:14 TKO（右フック→パウンド）        | PRIDE GRANDPRIX 2000 決勝戦 【2回戦】      | 2000年5月1日   |
| ○    | 大刀光                             | 1R 0:51 前腕チョーク                     | PRIDE GRANDPRIX 2000 開幕戦 【1回戦】      | 2000年1月30日  |
| ×    | トム・エリクソン                   | 10分2R終了 判定0-5                       | PRIDE.8                                    | 1999年11月21日 |
| ×    | 小川直也                           | 2R 0:36 V1アームロック                   | PRIDE.6                                    | 1999年7月4日   |
| ○    | アンドレ・ロバーツ                 | 1R 0:43 ギブアップ（パウンド）           | UFC 19: Ultimate Young Guns                | 1999年3月5日   |
| ×    | イゴール・ボブチャンチン           | 1R 5:58 KO（スタンドパンチ連打）         | PRIDE.4                                    | 1998年10月11日 |
| ○    | アミール                           | 1R 7:22 TKO（パウンド）                  | PRIDE.3                                    | 1998年6月24日  |
| ×    | マルコ・ファス                     | 1R 9:09 ヒールホールド                   | PRIDE.2                                    | 1998年3月15日  |
| ○    | オレッグ・タクタロフ               | 1R 4:57 KO（右フック）                   | PRIDE.1                                    | 1997年10月11日 |
| ○    | ペドロ・オタービオ                 | 1R 16:08 ギブアップ（マウントパンチ）    | IVC 1: Real Fight Tournament 【決勝】      | 1997年7月6日   |
| ○    | キャル・ウォーシャム               | 1R 8:17 TKO（カット）                    | IVC 1: Real Fight Tournament 【準決勝】    | 1997年7月6日   |
| ○    | アウグスト・サントス               | 1R 0:32 フルネルソン                     | IVC 1: Real Fight Tournament 【1回戦】     | 1997年7月6日   |
| ×    | マリオ・ネト                       | 1R 6:02 ギブアップ（脱水症状）           | Universal Vale Tudo Fighting 6             | 1997年3月3日   |
| ×    | ドン・フライ                       | 1R 11:19 ギブアップ（疲労）              | Ultimate Ultimate 1996 【1回戦】           | 1996年12月7日  |
| ×    | マーク・コールマン                 | 1R 7:00 ギブアップ（疲労）               | UFC 10: The Tournament 【準決勝】          | 1996年7月12日  |
| ○    | ジョン・キャンペテーラ             | 1R 1:27 KO（マウントパンチ）             | UFC 10: The Tournament 【1回戦】           | 1996年7月12日  |
| ×    | マーク・シュルツ                   | 1R 12:00 TKO（カット）                   | UFC 9: Motor City Madness                  | 1996年5月17日  |
| ×    | ドン・フライ                       | 1R 2:14 ギブアップ                       | UFC 8: David vs. Goliath 【決勝】          | 1996年2月16日  |
| ○    | ジェリー・ボーランダー             | 1R 0:48 TKO（パウンド）                  | UFC 8: David vs. Goliath 【準決勝】        | 1996年2月16日  |
| ○    | ポール・ヘレラ                     | 1R 0:13 KO（グラウンドの肘打ち）         | UFC 8: David vs. Goliath 【1回戦】         | 1996年2月16日  |

### キックボクシング
| キックボクシング 戦績 | キックボクシング 戦績 | キックボクシング 戦績 | キックボクシング 戦績 | キックボクシング 戦績 | キックボクシング 戦績 | キックボクシング 戦績 |
| --------------------- | --------------------- | --------------------- | --------------------- | --------------------- | --------------------- | --------------------- |
| 38 試合               | (T)KO                 | 判定                  | その他                | 引き分け              | 無効試合              |                       |
| 12 勝                 | 11                    | 1                     | 0                     | 2                     | 0                     |                       |
| 24 敗                 | 14                    | 9                     | 1                     | 2                     | 0                     |                       |

| 勝敗 | 対戦相手                       | 試合結果                                | 大会名                                                                             | 開催年月日                               |
| ×    | カタリン・モロサヌ             | 2R 2:10 TKO（レフェリーストップ）       | Local Kombat 32                                                                    | K-1 Scandinavia Rumble of the Kings 2010 |
| ×    | ジェリー・オット               | 3R終了 判定0-3                          | La Onda Fight Night: Blood In Blood Out                                            | 2010年10月24日                           |
| ×    | イゴール・ミハリェヴィッチ     | 3R終了 判定0-3                          | Noc skorpiona 6                                                                    | 2010年2月13日                            |
| ×    | カタリン・モロサヌ             | 2R終了時 TKO（タオル投入）              | Local Kombat 32                                                                    | 2008年12月12日                           |
| ×    | 天田ヒロミ                     | 3R終了 判定0-3                          | 日韓親善国際格闘技大会 GLADIATOR 【K-1ルール】                                     | 2008年8月16日                            |
| ×    | ルボス・スーダ                 | 3R終了 判定0-3                          | K-1 Czech 2007 Heaven or Hell                                                      | 2007年12月15日                           |
| △    | コンスタンチン・グルチョフ     | ドロー                                  | K-1 Latvia                                                                         | 2007年10月13日                           |
| ×    | チェ・ホンマン                 | 1R 1:34 TKO（パンチ連打）               | K-1 WORLD GP 2007 IN HONG KONG                                                     | 2007年8月5日                             |
| ×    | パトリック・バリー             | 1R 1:07 TKO（右目のカット）             | K-1 WORLD GP 2007 in HAWAII 【USA GP予選トーナメント 1回戦】                       | 2007年4月28日                            |
| ×    | レミー・ボンヤスキー           | 3R 0:52 KO（左ハイキック）              | K-1 WORLD GP 2006 in OSAKA 開幕戦 【WORLD GP 1回戦】                               | 2006年9月30日                            |
| ×    | カーター・ウィリアムス         | 3R終了 判定0-3                          | K-1 WORLD GP 2006 in LAS VEGAS II 【世界最終予選 1回戦】                           | 2006年8月12日                            |
| ×    | ピーター・アーツ               | 3R終了 判定0-3                          | K-1 REVENGE 2006 K-1 WORLD GP 2006 in SAPPORO 〜アンディ・フグ七回忌追悼イベント〜 | 2006年7月30日                            |
| ×    | ハリッド"ディ・ファウスト"     | 3R 1:00 KO（右フック）                  | K-1 WORLD GP 2006 in LAS VEGAS 【USA GP予選トーナメント 決勝】                     | 2006年4月29日                            |
| ○    | スコット・ライティ             | 1R 0:34 TKO（2ノックダウン）            | K-1 WORLD GP 2006 in LAS VEGAS 【USA GP予選トーナメント 準決勝】                   | 2006年4月29日                            |
| ○    | 謙吾                           | 1R 0:40 KO（右フック）                  | K-1 WORLD GP 2006 in LAS VEGAS 【USA GP予選トーナメント 1回戦】                    | 2006年4月29日                            |
| ×    | アレクセイ・イグナショフ       | 3R終了 判定0-3                          | K-1 Hungary 2006                                                                   | 2006年2月25日                            |
| ×    | グラウベ・フェイトーザ         | 3R終了 判定0-3                          | K-1 WORLD GP 2005 in TOKYO 決勝戦 【リザーブマッチ】                               | 2005年11月19日                           |
| ×    | ジェロム・レ・バンナ           | 1R 2:13 KO（3ノックダウン：パンチ連打） | K-1 WORLD GP 2005 in OSAKA 開幕戦 【WORLD GP1回戦】                                | 2005年9月23日                            |
| ○    | 藤本祐介                       | 3R 1:19 TKO（左フック）                 | K-1 WORLD GP 2005 in HAWAII 【HAWAII GP予選トーナメント 決勝】                     | 2005年7月29日                            |
| ○    | カーター・ウィリアムス         | 1R 1:15 KO（右フック）                  | K-1 WORLD GP 2005 in HAWAII 【HAWAII GP予選トーナメント 準決勝】                   | 2005年7月29日                            |
| ○    | ウェズリー"キャベージ"コレイラ | 2R 2:43 TKO（右ローキック）             | K-1 WORLD GP 2005 in HAWAII 【HAWAII GP予選トーナメント 1回戦】                    | 2005年7月29日                            |
| ×    | グラウベ・フェイトーザ         | 1R 2:40 TKO（左ハイキック）             | K-1 WORLD GP 2005 in LAS VEGAS 【USA GP予選トーナメント 決勝】                     | 2005年4月30日                            |
| ○    | スコット・ライティ             | 1R 2:55 TKO（右ローキック）             | K-1 WORLD GP 2005 in LAS VEGAS 【USA GP予選トーナメント 準決勝】                   | 2005年4月30日                            |
| ○    | ショーン・オヘア               | 1R 0:55 TKO（右アッパー）               | K-1 WORLD GP 2005 in LAS VEGAS 【USA GP予選トーナメント 1回戦】                    | 2005年4月30日                            |
| ×    | レイ・セフォー                 | 1R 0:24 TKO（レフェリーストップ）       | K-1 PREMIUM 2004 Dynamite!! 【K-1ルール】                                          | 2004年12月31日                           |
| ○    | シリル・アビディ               | 1R 3:00 KO（右フック）                  | K-1 WORLD GP 2004 決勝戦 【リザーブマッチ】                                        | 2004年12月4日                            |
| ○    | サミー・アティア               | 1R 2:49 KO（左ボディブロー）            | 新日本キックボクシング協会「TITANS 1st」                                           | 2004年11月6日                            |
| ×    | マイティ・モー                 | 1R 2:58 KO（3ノックダウン：右フック）   | K-1 WORLD GP 2004 in TOKYO 開幕戦 【WORLD GP 1回戦】                               | 2004年9月25日                            |
| ○    | デューウィー・クーパー         | 3R終了 判定2-1                          | K-1 WORLD GP 2004 in LAS VEGAS                                                     | 2004年8月7日                             |
| ×    | ピーター・アーツ               | 3R 1:40 KO（右ローキック）              | K-1 WORLD GP 2004 in NAGOYA                                                        | 2004年6月6日                             |
| ○    | TOA                            | 1R 2:43 TKO（右アッパー）               | K-1 WORLD GP 2004 in LAS VEGAS 【GP開幕戦出場者決定戦】                            | 2004年4月30日                            |
| ×    | マーク・ハント                 | 5R終了 判定0-3                          | K-1 WORLD GP 2003 in LAS VEGAS                                                     | 2003年5月3日                             |
| △    | 武蔵                           | 5R終了 判定0-1                          | K-1 BEAST 2003 〜山形初上陸〜                                                      | 2003年4月6日                             |
| ×    | マイク・ベルナルド             | 1R 2:12 KO（右ストレート）              | INOKI BOM-BA-YE 2002                                                               | 2002年12月31日                           |
| ×    | ジェロム・レ・バンナ           | 1R 0:42 KO（右ストレート）              | K-1 WORLD GP 2002 開幕戦 【WORLD GP 1回戦】                                        | 2002年10月5日                            |
| ○    | マイク・ベルナルド             | 1R 1:38 TKO（レフェリーストップ）       | K-1 WORLD GP 2002 in LAS VEGAS                                                     | 2002年8月17日                            |
| ×    | 佐竹雅昭                       | 3R 2:47 KO（左ローキック）              | K-1 SPIRITS '99                                                                    | 1999年8月22日                            |
| ×    | 武蔵                           | 1R 2:15 反則（金的攻撃）                | K-1 REVENGE '99                                                                    | 1999年4月25日                            |

## 獲得タイトル
- アマチュアボクシング カナダ王者
- IVC 1 優勝
- K-1 WORLD GP 2005 in HAWAII 優勝

## 出演作品
- 「ゴジラ FINAL WARS」（ニック役）[1]